# Ба (китайска митология)
Вижте пояснителната страница за други значения на Ба.
Ба е митично същество от женски пол в китайската митология, демон (или богиня) на сушата, дъщеря на Небесния владетел Хуан ди, легендарния първи император на Китай.
Тя е описана в „Книга на божественото и удивителното“, датираща от 5 – 6 век, където за нея се казва: „На юг има същество с ръст две-три чи, тялото не е покрито с дрехи, очите му са на върха на главата, движи се бързо като вятър, наричат го Ба. Където се появи – навсякъде настава суша и червена земя на хиляди ли. Нарича се още Хан му (майка на сушата). Който я срещне, се хвърля в отходното място и умира.“
Според мита, по време на великата война за власт в Поднебесната империя, Хуан ди побеждава и прогонва далеч на юг своя основен противник – небесния владетел Ян ди. Но скоро след това срещу Хуан ди се опълчва един от потомците на Ян ди, великанът Чи Ю Дълго време войските на Хуан ди, в които са събрани добри и зли духове от четирите страни на света, диви зверове и някои погранични народи, не могат да надвият на армиите на Чи Ю, състоящи се от пълчища призраци и зли духове на планини, реки, скали, ветрове и гори. В същото време Чи Ю с могъща магия хвърля върху армиите на Хуан ди ураганен дъжд и мъгла. За да се справи с това, Хуан ди извиква на помощ дъщеря си, богинята на сушата Ба. Там, където тя се появявала, изсъхвало всичко на много километри наоколо, земята се напуквала и почервенявала. Дъждът и вятърът спират веднага, а на небето се появява изгарящо слънце. Благодарение на това в армиите на Чи Ю настъпва объркване, от което се възползва подвластния на Хуан ди дракон Инлун, който се нахвърля върху тях и унищожава по-голямата им част.
След тази битка Ба не може да се върне на небето и носи много беди на хората с появяването си. По тази причина, въпреки неоценимата помощ, която му е оказала, Хуан ди е принуден да я изпрати в изгнание.